# ToppVolley Norge
ToppVolley Norge (w skrócie TVN) – projekt, którego celem jest szkolenie młodzieży w piłce siatkowej zarówno halowej, jak i plażowej. Utworzony został w 2004 roku. Za jego prowadzenie odpowiada szkoła średnia w Saudzie (Sauda videregående skole) w ścisłej współpracy z Norweskim Związkiem Piłki Siatkowej (Norges Volleyballforbund, NVBF). Partnerami projektu są okręg Rogaland, gminy Sauda i Suldal oraz przedsiębiorstwo Statkraft.
Zawodnicy ToppVolley Norge stanowią bazę dla młodzieżowych reprezentacji Norwegii. Od sezonu 2005/2006 drużyny utworzone w ramach projektu grają w rozgrywkach ligowych organizowanych przez NVBF (w zależności od sezonu w najwyższej lub drugiej klasie rozgrywkowej). Męska drużyna w najwyższej klasie rozgrywkowej (Eliteserien) zadebiutowała w sezonie 2007/2008.
Obecnie zespoły ToppVolley Norge uczestniczą w rozgrywkach ligowych na specjalnych zasadach. Biorą udział wyłącznie w fazie zasadniczej, a w jej ramach rozgrywają z pozostałymi drużynami tylko po jednym meczu. Głównym obiektem, w którym rozgrywają swoje mecze domowe, jest Suldalshallen w Sand.

## Bilans sezonów
| Sezon     | Rozgrywki ligowe | Rozgrywki ligowe |
| Sezon     | Poziom           | Miejsce          |
| --------- | ---------------- | ---------------- |
| 2005/2006 | 1. divisjon      | 11/13            |
| 2006/2007 | 1. divisjon      | 1/15             |
| 2007/2008 | Eliteserien      | 7/7              |
| 2008/2009 | Eliteserien      | 7/7              |
| 2009/2010 | 1. divisjon      | brak danych      |
| 2010/2011 | 1. divisjon      | 4/13             |
| 2011/2012 | 1. divisjon      | 9/13             |
| 2012/2013 | 1. divisjon      | 3/14             |
| 2013/2014 | 1. divisjon      | 4/14             |
| 2014/2015 | 1. divisjon      | 3/13             |
| 2015/2016 | 1. divisjon      | 1/13             |
| 2016/2017 | Mizunoligaen     | 7/7              |
| 2017/2018 | Mizunoligaen     | 7/8              |
| 2018/2019 | Mizunoligaen     | 8/8              |
| 2019/2020 | Mizunoligaen     | 8/9              |
| 2020/2021 | Mizunoligaen     | —                |
| 2021/2022 | Mizunoligaen     | 8/9              |
| 2022/2023 | Mizunoligaen     | 8/9              |
| 2023/2024 | Mizunoligaen     | 9/9              |
| 2024/2025 | Mizunoligaen     | 8/9              |

| Sezon     | Rozgrywki ligowe | Rozgrywki ligowe |
| Sezon     | Poziom           | Miejsce          |
| --------- | ---------------- | ---------------- |
| 2006/2007 | 1. divisjon      | 3/15             |
| 2007/2008 | 1. divisjon      | ?/13             |
| 2008/2009 | 1. divisjon      | brak danych      |
| 2019/2020 | 1. divisjon      | 11/11            |
| 2020/2021 | 1. divisjon      | —                |
| 2021/2022 | 1. divisjon      | 11/12            |
| 2022/2023 | 1. divisjon      | 9/11             |
| 2023/2024 | 1. divisjon      | 10/11            |

Uwaga: Od sezonu 2019/2020 zespoły ToppVolley Norge w swoich dywizjach uczestniczą wyłącznie w fazie zasadniczej i rozgrywają tylko jedną serię spotkań.